# 데쌩
데쌩은 대한민국의 래퍼다. 2007년 소울커넥션에 입사했으며, 2014년 EP 《TMOT》로 정식 데뷔했다.

## 방송
- 쇼미더머니4 (2015) - Top52